# Molise (Olaszország)
Molise község (comune) Olaszország Molise régiójában, Campobasso megyében.

## Fekvése
A megye keleti részén fekszik. Határai: Duronia, Frosolone és Torella del Sannio.

## Története
A település első írásos említése a 13. századból származik. A következő századokban nemesi birtok volt. A 19. században nyerte el önállóságát, amikor a Nápolyi Királyságban felszámolták a feudalizmust.

## Népessége
A népesség számának alakulása:

## Főbb látnivalói
- Santa Maria delle Grazie-templom
- Santa Maria Assunta-templom
- San Rocco-templom
- San Nicola e Sant’Onorato-templom
- Madonna dell’Annunziata-templom